# Famille de Castelbajac
Pour les articles homonymes, voir Castelbajac.
La famille de Castelbajac est une famille subsistante de la noblesse française, d’extraction féodale, originaire de Bigorre.
Elle compte parmi ses membres des officiers dont des officiers généraux, un évêque, un député, un sénateur, un ambassadeur, un sportif, une servante de Dieu, un créateur dans la haute couture.

## Histoire
La famille de  Castelbajac tire son nom de la terre  de Castelbajac, en Hautes-Pyrénées, dont ses premiers membres étaient seigneurs. Le nom des barons de Castelbajac figure dans un très grand nombre d'actes aux XIe siècle, XIIe siècle et XIIIe siècle. À partir du XIVe siècle, la famille de Castelbajac se divisa en deux grandes branches qui subsistent jusqu'à nos jours et dont on n'a pu déterminer le point de jonction.
Bernard, baron de Castelbajac, fils présumé de Guillaume-Arnaud frère d'Arnaud-Raymond, et d'autres seigneurs sont mentionnés avec la qualité de principes (prince) dans un acte passé en 1080 par Centulle, comte de Bigorre,.
En 1191, Bernard de Castelbajac est mentionné à Jaffa, comme participant à la troisième croisade.
Arnaud et Pierre de Castelbajac, frères, vivants à la fin du XIIIe siècle auraient été les auteurs des deux grandes branches.
Raymond de Castelbajac est commandant du château de Lourdes, lorsqu'il reçoit par lettre du 23 novembre 1361 l'ordre du roi de France de le remettre aux Anglais.
Des membres de la famille de Castelbajac sont mentionnés dans les armées du roi Charles VII commandées par Jeanne d'Arc, aux batailles de Montargis, Vendôme, Beaugency[réf. nécessaire].
En 1666 lors des grandes recherches de noblesse les preuves furent :
- Branche aînée : Jean de Castelbajac, chevalier, seigneur de Bernet, Tajac, etc., gentilhomme ordinaire de la chambre du roi fut maintenu noble en 1666 sur preuves remontant à 1392, par jugement de Pellot, intendant de Bordeaux[5],[6].
- Branche cadette : Manaud de Castelbajac, chevalier, seigneur de Casteljaloux fut maintenu dans sa noblesse le 25 février 1700, sur preuves remontant à 1535, par jugement de Legendre, intendant de Montauban[7].

« Une généalogie conservée dans les manuscrits de Bernard Chérin » ferait remonter la filiation de la branche de Barbazan à « Arnaud-Raymond, chevalier, sire de Castelbajac, maréchal de Bigorre », « mentionné dans un acte du 11 février 1309 ».
Le généalogiste Gustave Chaix d'Est-Ange écrit que Jean, premier auteur connu de la famille, portait dès le début du XIe siècle le titre de baron de Castelbajac. Il ajoute qu'on lui attribue, mais sans preuves certaines, pour fils Arnaud-Raymond. Il fait également mention d'une tradition très ancienne mais invérifiable selon laquelle les Castelbajac seraient issus de la descendance d'Eneko Arista (Dynastie Jiménez), qui conquit le royaume de Pampelune en 816.
Régis Valette et Arnaud Clement classent cette famille dans la noblesse médiévale sur preuves d'une filiation suivie et prouvée remontant à 1380,.

## Filiation
Gustave Chaix d'Est-Ange et Henri Jougla de Morenas donnent La filiation suivante de famille de Castelbajac « à peu près régulièrement établie à partir de Bernard sire et baron de Castelbajac, mentionné dans un certain nombre d'actes de la première moitié du XIVe siècle» et qui avait épousé Blanche de Comminges, qui teste veuve en 1340,.
- Bernard de Castelbajac († avant 1340) x Blanche de Comminges
  - Arnaud-Raymond de Castelbajac, auteur d'une branche éteinte au XVIe siècle
  - Bernard de Castelbajac († avant 1361) x Jeanne de Panassac
    - Bernard de Castelbajac († avant 1412) x Mondine de Ferrabouc
      - Arnaud-Raymond de Castelbajac († 1468) x 1411 Marguerite de Comminges
        - Bernard de Castelbajac x Marthe de Saint-Arroman, auteur d'une branche éteinte au XVIe siècle
        - Arnaud de Castelbajac x 1458 Marguerite de Laverdac
          - Bernard de Castelbajac  dit le baron vert x Florette de Montesquiou, qui n'eut qu'une fille.
          - Jean de Castelbajac x Marguerite d'Isalguier († 1563)
            - Jean de Castelbajac x 1525 Françoise de Ver
              - Jean de Castelbajac x 1582 Germaine de Béon
                - Pierre de Castelbajac x 1608 Dominguette de Binos
                  - Jean de Castelbajac x Jeanne d'Aurout
                    - Bernard de Castelbajac x  1692 Catherine de Cardaillac-Lomné
                      - Jean de Castelbajac († 1753) x 1750 Marie de Thoron
                        - Jean-Baptiste de Castelbajac (1753) x 1780 Louise-Anne de Cazalès
                          - Barthélemy-Jacques de Castelbajac (1787) x 1824 Sophie de La Rochefoucauld
                            - Anne-Raymond de Castelbajac x 1809 Éléonore de Cabarrus
                              - Louis-Gaston de Castelbajac x 1838 Pauline de Perron
                                - Charles de Castelbajac x 1880 Marguerite de Fournas, dont postérité.

## Personnalités
- Pierre de Castelbajac († 1497), évêque de Pamiers (1488-1497).
- Marie-Barthélemy de Castelbajac (1776-1868), député (1815-1827), pair de France (1827-1830).
- Barthélemy Dominique Jacques de Castelbajac (1787-1864), lieutenant général (1840), sénateur du Second Empire.
- Arnaud de Castelbajac (1871-1949), tireur sportif français.
- Gérard de Castelbajac (1923-1987), amiral français.
- Jean-Charles de Castelbajac (1949-), créateur de mode français.
- Claire de Castelbajac (1953-1975), servante de Dieu.

## Galerie de portraits

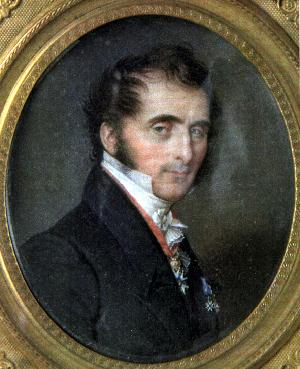
Marie-Barthélemy de Castelbajac (1776-1868)
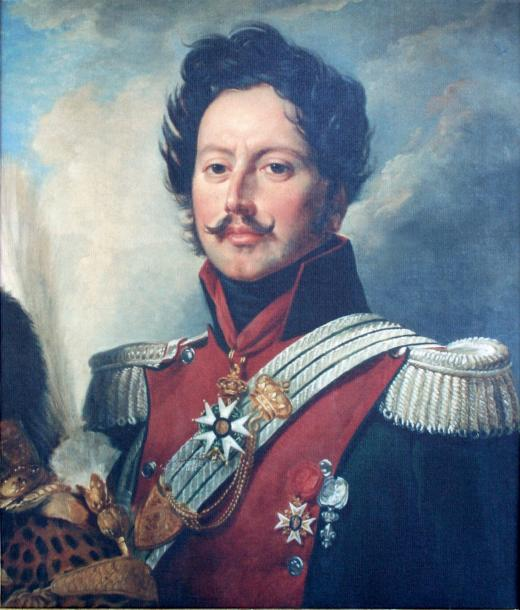
Armand Barthélemy Dominique Jacques de Castelbajac (1787-1864)
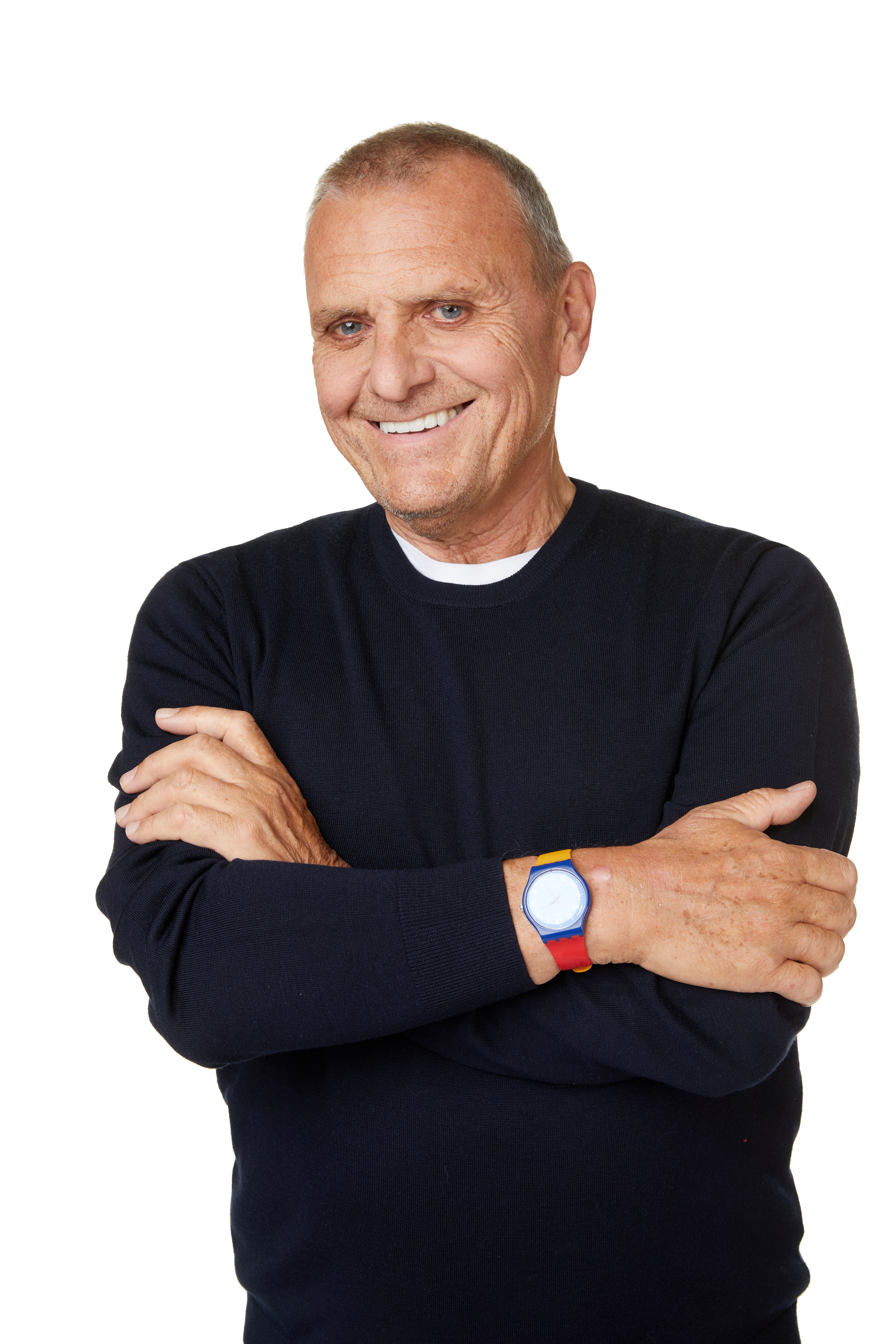
Jean-Charles de Castelbajac
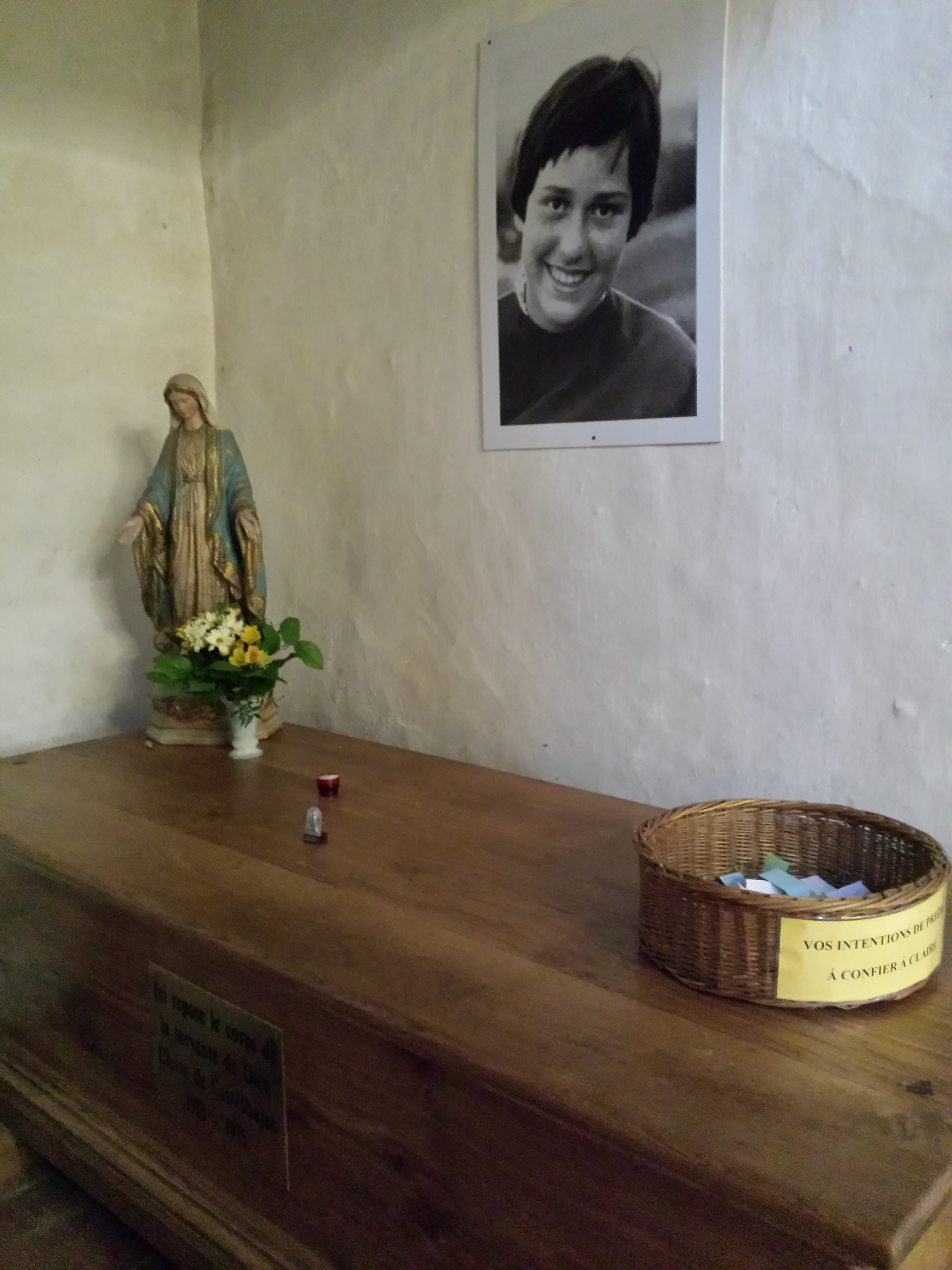
Claire de Castelbajac

## Alliances
Les principales alliances de la famille de Castelbajac sont : de la Rochefontenilles, de Comminges, d'Esparros, de Jussan, de Montesquiou 1359, 1400, de Barbazan, de Coaraze, d'Aure de Larboust, de Barèges, de Pardaillan 1453, 1615, de Montlezun 1492, de Lavedan, de Navailles, d'Estaing, de Durfort de Duras 1524, 1693, d'Espagne, de Laval-Vabres, d'Orbessan, de Ferrabouc, d'Antin, de la Barthe de Giscaro et de Thermes 1526, 1856, de Bezolles 1465, de Lavardac 1458, d'Isalguier-Clermont, de Béon 1540, 1582, de Faudoas 1619, du Bouzet, de Binos 1608, de Mauléon, de Timbrune de Valence, de Cardaillac-Lomné, de Gazalés 1780, de Mac-Mahon, de la Rochefoucauld 1824, Oudinot de Beggio 1849, Alfonso de Aldama de Montelos 1855, de Valon 1869, de Villeneuve 1829, le Tonnelier de Breteuil 1878, de Serre de Saint-Boman 1878, de Mun, de Bruyères-Chalabre 1567, d'Asson 1681, d'Armagnac 1715, de Percin 1768, de Bey de Saint-Géry 1799, de Fournas de la Brosse de Fabrezan 1880, du Cos de la Hitte 1883, de Bosredon 1835, de Terride, de Bénac.

## Possessions
- Château de Caumont
- Château de Montastruc (Hautes-Pyrénées)
- Château de Loubersan
- Château de Barbazan
- Château de Ricaud

Elle a tenu les fiefs de Montastruc, Bernet, Lubret, Lourdes, Lauret, Goudon, Séméac, Lagarde, Barbazan, Hèches, Orieux, Loubersan, Vic-Bigorre, Astugues, Hèches, Campistrous, Sarraganchies, Mont-d'Oleron, Castillon, Bouilh, Tajan, Casenove, Mingot, Lacassagne, Casteljaloux, Forgues, Cabanac, Fayan, Mansan etc.

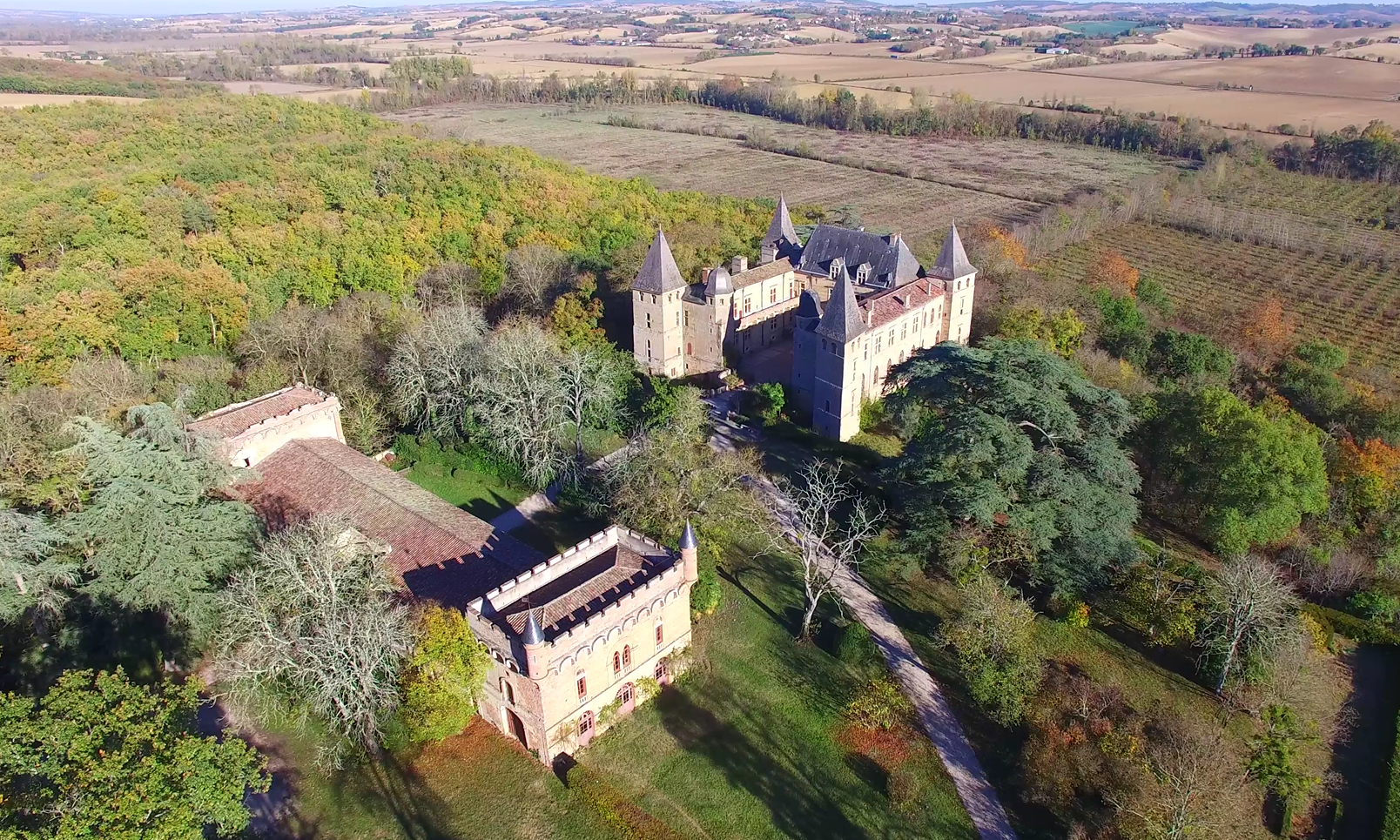
Le château de Caumont

## Armes, titres
| Image |                                                                                          |
| ----- | ---------------------------------------------------------------------------------------- |
|       | Armes modernes D'azur à la croix alésée d'argent, surmontée de trois fleurs de lys d'or. |
|       | Armes primitives D'azur à la croix d'argent.                                             |

Titre de Pair de France héréditaire par ordonnance du 5 novembre 1827 avec autorisation par lettres patentes du 10 juin 1827 à instituer un majorat au titre de baron-pair (éteint).

## Postérité
- Prix Auguste de Castelbajac (équitation)